# Daniel Dunăreanu
Daniel Dunareanu (n. 6 decembrie 1975, Suceava)  a fost jucător român de fotbal care a activat pe postul de fundaș.

### Activitate
Surse:
- Universitatea Craiova ()[5]